# L'impiccato

Un esempio di gioco.

L'impiccato è un gioco di carta e matita per due giocatori. Uno dei giocatori sceglie segretamente una parola; l'altro deve indovinarla.
Il giocatore che sceglie la parola disegna una riga tratteggiata, con un tratto per ogni lettera della parola. L'altro tenta di indovinare la parola dichiarando una lettera a ogni turno. Se la lettera compare nella parola, il giocatore che ha scelto la parola trascrive la lettera su tutti i trattini corrispondenti. Se la lettera non è presente, il giocatore che ha scelto la parola traccia una linea del diagramma dell'impiccato.
Il gioco termina quando la parola viene indovinata, o viene completato il diagramma dell'impiccato. Il diagramma ha una forma generale come in figura ma il numero esatto di linee può variare.
Alcuni disegnano il patibolo prima dell'inizio del gioco, e lo completano durante il gioco disegnando a una a una le parti del corpo (solitamente: testa, torso, braccio sinistro, braccio destro, gamba sinistra, gamba destra).
Altri considerano anche il patibolo parte del diagramma da disegnare durante il gioco (e quindi concedono qualche turno in più al giocatore che deve indovinare).

## Varianti
Una variante del gioco spesso utilizzata prevede di rendere subito note la prima e l'ultima lettera della parola da indovinare.
Il gioco televisivo La ruota della fortuna (Wheel of Fortune), creato da Merv Griffin e proposto in Italia da Mike Bongiorno (e successivamente da Enrico Papi e Gerry Scotti), è una variante del gioco dell'impiccato, con alcune variazioni (come la possibilità di chiamare una vocale solo "comprandola" con i soldi vinti fino a quel momento, l'uso di una frase al posto di una parola, un indizio che rispecchi il tema della frase, delle vincite in denaro per ogni lettera indovinata e una ruota, che determina queste vincite).

## Storia
Tony Augarde sostiene che il gioco pare essere stato inventato nell'epoca vittoriana (vedi "The Oxford Guide to Word Games", Oxford University Press). Il gioco viene citato anche nel libro "Traditional Games" di Alice Bertha Gomme 1894, col nome "Uccelli, belve e pesci." Le regole sono quasi uguali, eccetto che il giocatore che sceglie la parola deve scriverne subito la prima e l'ultima lettera.

## Strategia
L'unica strategia generale per questo gioco può basarsi su una tabella della frequenza delle varie lettere in italiano (o nella lingua in cui si gioca); tuttavia, questa idea si presta altrettanto bene a essere usato con scopi opposti dal giocatore che sceglie la parola (p.es., una parola come "hobby" potrebbe essere molto difficile da immaginare proprio perché contiene poche lettere, e almeno due molto poco frequenti).
Una buona tattica può essere psicologica, ossia conoscere il proprio avversario e i suoi campi d'interesse; tuttavia parole come catecolamina e usufruttuario sono molto difficilmente indovinabili.